# Піно Блан

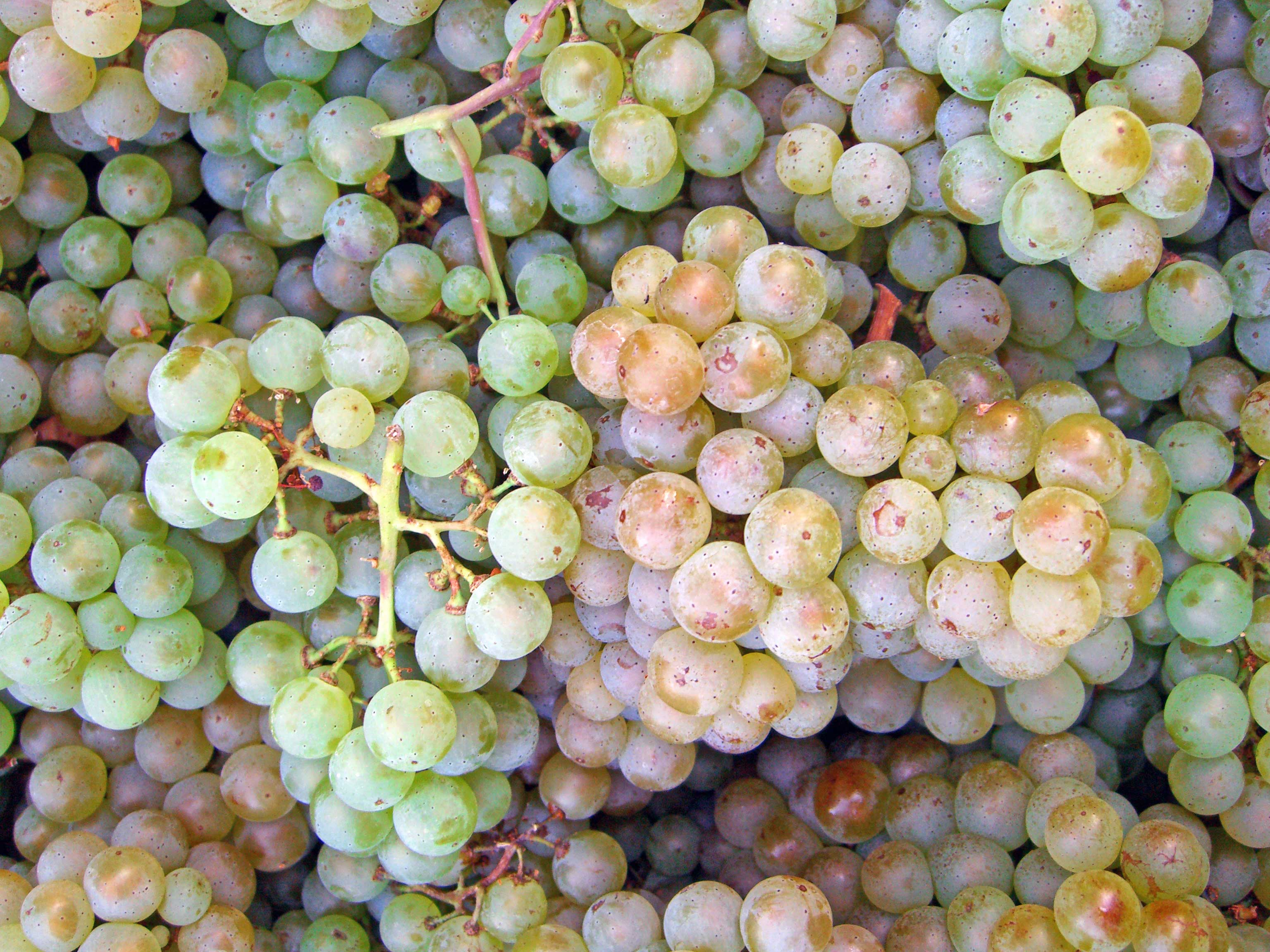

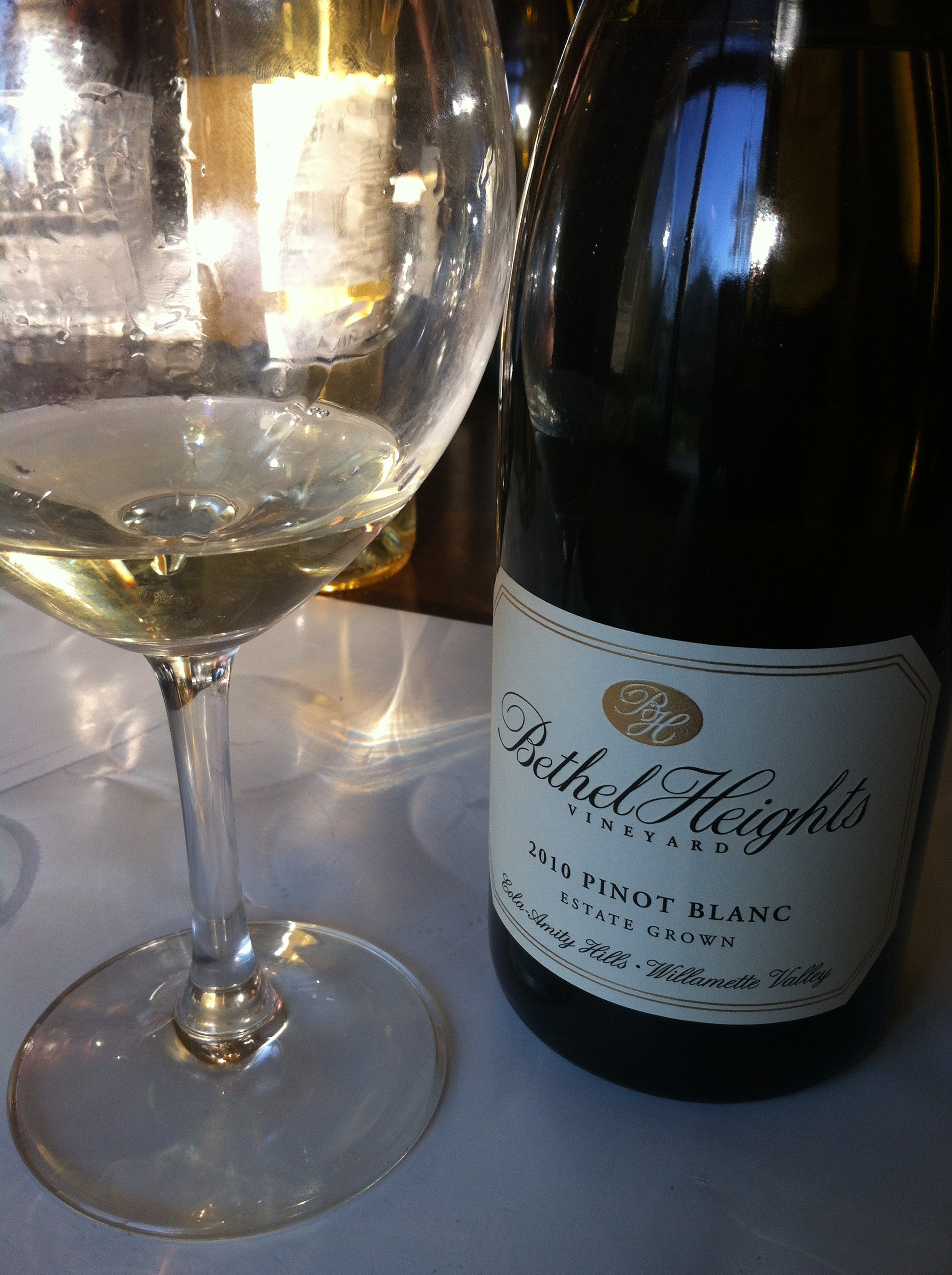
An Oregon Pinot blanc.

Піно Блан — сорт винограду, використовуваний для виготовлення білих вин. Відомий з XIV сторіччя. Найсвітліша ягода серед усіх сортів бургундського вина. Піно блан — одне з найкращих білих меню-вин, комбінується практично з усіма стравами, починаючи від свинини й закінчуючи рибою та спаржею. Несе нотки зелених горіхів, яблука, груші, іноді нагадує абрикос чи свіжі ананаси. Відчутний букет та освіжаюча кислота цього вина найкраще підходять до страв з морепродуктів, риби, птиці, добре охолодженим подається влітку як вино для терас. 

## Географія
Належить до еколого-географічної групи західноєвропейських сортів винограду. Даний сорт вирощують переважно в Італії, Франції, Австралії, Австрії, а також у Німеччині та США. Історично сорт виведений з піно нуар (червоний сорт винограду), через піно гріс. Французьким законодавством дозволено виробляти шампанське з цього сорту вина, хоча це рідко відбувається (використовується сорт Шардоне). Виробляється також в Україні — відомий кримський Піно Блан до 50 млн пляшок на рік.

## Основні характеристики
Сила росту лози висока. Лист середній або великий, трилопатевий. Квітка двостатева. Гроно середнє-крупне. Ягоди середньої величини, округлі, зеленувато-білі. Врожайність цього сорту винограду залежить від умов, але як правило висока. Належить до сортів раннього періоду дозрівання, тому чутливий до весняних морозів. Географічно розповсюджується там, де занадто тепло для Рислінгу.

## Застосування
Сорт є основою для створення вин: десертних, столових.

## Синоніми
Носить також такі назви: Pino Blan (Франція), Pinot Bianco (Італія), Вайсбургундер (Weisser Burgunder) — Німеччина, Шенен Блан, Стін, Піно де ла Луара, Піно білий